# Geoff Neal
Geoff Neal, (Austin, 28 de agosto de 1990) é um lutador profissional de artes marciais mistas estadunidense que atualmente compete pelo UFC na categoria dos meio-médios. Atualmente é classificado como o #11 melhor meio-médio do mundo pelo ranking do UFC.

## Biografia
Geoff Neal nasceu e cresceu em Austin, Texas nos Estados Unidos. Ele jogava futebol americano na Texas Lutheran University. Entretanto, ele não gostava do futebol da faculdade e fez a transição para o MMA, sendo treinado por Sayif Saud.

## Vida pessoal
Quando não está lutando, Geoff trabalha como garçom em um bar de Dallas, Texas.

## Carreira no MMA

### Ultimate Fighting Championship
Neal fez sua estreia no UFC em 18 de Fevereiro de 2018 contra Brian Camozzi, no UFC Fight Night: Cowboy vs. Medeiros. Ele venceu via finalização no primeiro round.
Neal enfrentou Frank Camacho em 8 de Setembro de 2018, no UFC 228: Woodley vs. Till. Ele venceu a luta via nocaute no segundo round.
Neal enfrentou Belal Muhammad em 19 de Janeiro de 2019, no UFC Fight Night: Cejudo vs. Dillashaw. Ele venceu a luta via decisão unânime.
Neal enfrentou Niko Price em 27 de Julho de 2019, no UFC 240: Holloway vs. Edgar. Ele venceu a luta via decisão unânime. Esta luta lhe rendeu o bônus de Performance da Noite.
Neal enfrentou Mike Perry em 14 de dezembro de 2019 no UFC 245: Usman vs. Covington. Ele venceu via nocaute no primeiro round.

## Cartel no MMA
| Cartel no MMA   |             |            |
| 18 lutas        | 14 vitórias | 4 derrotas |
| Por nocaute     | 8           | 1          |
| Por finalização | 2           | 1          |
| Por decisão     | 4           | 2          |

| Res.    | Cartel | Oponente             | Método                                    | Evento                                        | Data       | Round | Tempo | Local                     | Notas                                                                           |
| ------- | ------ | -------------------- | ----------------------------------------- | --------------------------------------------- | ---------- | ----- | ----- | ------------------------- | ------------------------------------------------------------------------------- |
| Derrota | 15-5   | Shavkat Rakhmonov    | Finalização (mata leão em pé)             | UFC 285: Jones vs. Gane                       | 04/03/2023 | 3     | 4:17  | Las Vegas, Nevada         | Luta em Peso Casado; Neal não bateu o peso; Luta da Noite.                      |
| Vitória | 15-4   | Vicente Luque        | Nocaute (socos)                           | UFC on ESPN: Santos vs. Hill                  | 06/08/2022 | 3     | 2:01  | Las Vegas, Nevada         | Performance da Noite.                                                           |
| Vitória | 14-4   | Santiago Ponzinibbio | Decisão (dividida)                        | UFC 269: Oliveira vs. Poirier                 | 11/12/2021 | 3     | 5:00  | Las Vegas, Nevada         |                                                                                 |
| Derrota | 13-4   | Neil Magny           | Decisão (unânime)                         | UFC on ESPN: Rodriguez vs. Waterson           | 08/05/2021 | 3     | 5:00  | Las Vegas, Nevada         |                                                                                 |
| Derrota | 13-3   | Stephen Thompson     | Decisão (unânime)                         | UFC Fight Night: Thompson vs. Neal            | 19/12/2020 | 5     | 5:00  | Las Vegas, Nevada         |                                                                                 |
| Vitória | 13-2   | Mike Perry           | Nocaute Técnico (chute na cabeça e socos) | UFC 245: Usman vs. Covington                  | 14/12/2019 | 1     | 1:30  | Las Vegas, Nevada         |                                                                                 |
| Vitória | 12-2   | Niko Price           | Nocaute Técnico (socos)                   | UFC 240: Holloway vs. Edgar                   | 27/07/2019 | 2     | 2:39  | Edmonton, Alberta, Canadá | Performance da Noite.                                                           |
| Vitória | 11-2   | Belal Muhammad       | Decisão (unânime)                         | UFC Fight Night: Cejudo vs. Dillashaw         | 19/01/2019 | 3     | 5:00  | Brooklyn, New York        |                                                                                 |
| Vitória | 10-2   | Frank Camacho        | Nocaute (chute na cabeça)                 | UFC 228: Woodley vs. Till                     | 08/09/2018 | 2     | 1:23  | Dallas, Texas             |                                                                                 |
| Vitória | 9-2    | Brian Camozzi        | Finalização (mata leão)                   | UFC Fight Night: Cowboy vs. Medeiros          | 18/02/2018 | 1     | 2:48  | Austin, Texas             | Estreia no UFC; Retornou aos Meio Médios.                                       |
| Vitória | 8-2    | Chase Waldon         | Nocaute Técnico (socos)                   | Dana White's Tuesday Night Contender Series 3 | 25/07/2017 | 1     | 1:56  | Las Vegas, Nevada         | Retornou aos Médios.                                                            |
| Vitória | 7-2    | Bilal Williams       | Nocaute Técnico (socos)                   | LFA 16: Bedford vs. Flick                     | 14/07/2017 | 1     | 4:43  | Dallas, Texas             |                                                                                 |
| Derrota | 6-2    | Kevin Holland        | Nocaute Técnico (socos)                   | Xtreme Knockout 34                            | 28/01/2017 | 3     | 3:50  | Dallas, Texas             |                                                                                 |
| Vitória | 6-1    | Ty Flores            | Nocaute Técnico (socos)                   | Rumble Time Promotions                        | 23/10/2015 | 1     | 3:58  | St. Charles, Missouri     |                                                                                 |
| Vitória | 5-1    | Charlie Ontiveros    | Nocaute Técnico (desistência)             | Legacy FC 37                                  | 14/11/2014 | 2     | 5:00  | Houston, Texas            | Peso Casado (172lbs); Neal não bateu o peso.                                    |
| Vitória | 4-1    | Christopher Anthony  | Decisão (unânime)                         | Legacy FC 32                                  | 20/06/2014 | 3     | 5:00  | Bossier City, Louisiana   |                                                                                 |
| Vitória | 3-1    | Armando Servin       | Decisão (unânime)                         | Xtreme Knockout 19                            | 17/08/2013 | 3     | 3:00  | Dallas, Texas             |                                                                                 |
| Derrota | 2-1    | Martin Sano          | Finalização (mata leão)                   | 24/7 Entertainment 9                          | 19/04/2013 | 3     | 1:25  | Odessa, Texas             | Retornou aos Meio Médios; Neal não bateu o peso; Luta no Peso Casado (172 lbs). |
| Vitória | 2-0    | Zack Board           | Nocaute Técnico (socos)                   | Xtreme Knockout 17                            | 12/01/2013 | 2     | 1:46  | Arlington, Texas          | Estreia nos Médios.                                                             |
| Vitória | 1-0    | David McAfee         | Finalização (mata leão)                   | Xtreme Combar Productions: Blood & Glory      | 25/08/2012 | 1     | 2:15  | Robstown, Texas           |                                                                                 |